# (2859) Paganini
(2859) Paganini (1978 RW1) – planetoida z pasa głównego asteroid okrążająca Słońce w ciągu 3,35 lat w średniej odległości 2,24 j.a. Odkryta 5 września 1978 roku.